# Romano I de Tamatarcha
Romano I (em russo: Роман Святославич; romaniz.: Roman Svyatoslavich; ca. 1052 – 2 de agosto de 1079), também conhecido como Romano, o Belo, foi príncipe de Tamatarcha nos territórios russos. O ano que seu reinado começou é incerto, mas reinou ali desde cerca de 1073 ou 1079. Seu antigos aliados, os cumanos, mataram-o após sua fracassada campanha conjunta contra seu tio, Usevolodo I.

## Vida

Principados rus'

Romano era filho do príncipe de Czernicóvia Esvetoslau II e sua primeira esposa Cecília. A ordem da senioridade dos quatro filhos de Esvetoslau com Cecília é incerta: Romano pode ter sido o segundo ou quarto entre eles. Segundo Martin Dimnik, nasceu cerca de 1052 e foi batizado em honra do nome santo do tio de seu pai, Bóris.
Os primeiros anos do reinado de Romano em Tamatarcha não podem ser determinados com certeza. Segundo Martin, parece que sucedeu seu irmão Olegue I que mudou-se para Vladimir após seu pai tornar-se grão-príncipe de Quieve em 1073. Porém, nenhuma fonte faz menção ao reinado de Olegue ou Romano em Tamatarcha nesse período.
A Crônica de Nestor fala que Bóris I "fugiu para junto de Romano em Tamatarcha" após reinar em Czernicóvia por 8 dias em maio de 1077. Em menos de um ano, o irmão de Romano, Olegue, também assentou-se em Tamatarcha. Bóris e Olegue aliaram-se com os cumanos contra seu tio Usevolodo, que havia tomado Czernicóvia. Contudo, foram derrotados em 25 de agosto. No verão de 1079, Romano fez uma aliança com os cumanos contra Usevolodo. Eles avançaram tão longe quando a confluência dos rios Sula e Dniepre, mas Usevolodo fez a paz com os cumanos, forçando Romano a se retirar. Enquanto retornava para Tamatarcha, os cumanos assassinaram-o em 2 de agosto.
| “ | Romano avançou com forças [cumanas] tão longe quando o Voin, mas Usevolodo permaneceu próximo de Pereslávia e fez a paz com os [cumanos]. Romano regressou para casa com eles, mas mataram-o em 2 de agosto. Os ossos do filho de Esvetoslau e neto de Jaroslau ainda estão lá mesmo nesse dia. | ” |
|   | — Crônica de Nestor. |   |

Nenhuma fonte menciona o casamento ou descendentes de Romano, implicando que nunca casou-se e morreu sem filhos. O Conto da Campanha de Igor menciona-o como "belo Romano, filho de Esvetoslau".